# Doming Lam
Doming Lam (em chinês:  林樂培; Macau, 5 de agosto de 1926 – 11 de janeiro de 2023) foi um compositor, maestro e produtor musical macaense. Foi agraciado com o Título Honorífico de Prestígio pelo governo da Região Administrativa Especial de Macau em 2002. Em 2001 foi incluído no Grove Dictionary of Music and Musicians. Em 2007 foi nomeado membro honorário da Sociedade Internacional para a Música Contemporânea e é diretor musical da Orquestra Sinfónica da Juventude de Macau.

## Morte
Lam morreu no dia 11 de janeiro de 2023, aos 96 anos.